# Instytut Studiów Informacyjnych Uniwersytetu Jagiellońskiego
Instytut Studiów Informacyjnych Uniwersytetu Jagiellońskiego wchodzi w skład Wydziału Zarządzania i Komunikacji Społecznej Uniwersytetu Jagiellońskiego. Prowadzi działalność dydaktyczną (studia licencjackie, magisterskie, doktorskie i studia podyplomowe) oraz naukową w zakresie dyscypliny "nauki o komunikacji społecznej i mediach", przede wszystkim w obszarze badań informatologicznych i bibliologicznych. Rozwija również działalność o charakterze eksperckim i doradczym dla środowiska profesjonalnego. Dyrektorką instytutu jest dr hab. Magdalena Wójcik, prof. UJ.   

## Historia
Instytut Studiów Informacyjnych (wcześniej Instytut Informacji Naukowej i Bibliotekoznawstwa) powstał w 1996 roku na bazie katedry istniejącej od roku 1992 w ramach Instytutu Filologii Polskiej UJ, która z kolei wywodziła się z zakładu funkcjonującego już od roku 1974. Od roku 1996 Instytut wchodzi w skład Wydziału Zarządzania i Komunikacji Społecznej UJ.

## Badania
Działalność naukowa Instytutu Studiów Informacyjnych mieści się w dziedzinie nauk społecznych, w dyscyplinie nauki o komunikacji społecznej i mediach. Szczególny obszar zainteresowania stanowią zagadnienia informatologiczne (information science), a także bibliologiczne (book science) i bibliotekoznawcze (librarianship), w tym przede wszystkim:  
- Zarządzanie informacją: różne aspekty w wymiarze indywidualnym, zespołowym, organizacyjnym i szerzej - społecznym; procesy informacyjne - od pozyskiwania (też wyszukiwania) informacji, przez jej opracowanie, organizowanie, przetwarzanie i zabezpieczanie, do udostępniania i transferu; diagnostyka produktów, usług i systemów informacji, funkcjonowanie usług informacyjnych (w tym szczególnie infobrokeringu), logistyka informacji, zarządzanie danymi oraz narzędzia organizacji informacji, w tym szczególnie języki informacyjno-wyszukiwawcze i metadane.
- Zachowania informacyjne człowieka i ich różne uwarunkowania: wybrane aspekty kultury informacyjnej, ekologii informacji czy kompetencji informacyjnych, a także problematyka technologii informacyjnych i komunikacyjnych z perspektywy ich użytkowników.
- Komunikacja naukowa: różne aspekty, w tym funkcjonowanie repozytoriów akademickich i problematyka cyfrowych zasobów informacyjnych nauki.
- Teoria i metodologia badań informacyjnych - z naciskiem na metody jakościowe.
- Współczesne bibliotekarstwo, w tym szczególnie wykorzystanie nowych technologii i biblioteki cyfrowe.
- Książka i biblioteka w procesie komunikacji społecznej w aspekcie historycznym

## Studia

### Zarządzanie informacją - studia I stopnia (licencjackie)
Studia trwają trzy lata i kończą się uzyskaniem tytułu licencjata. Studia zaprojektowane są dla osób zainteresowanych problematyką profesjonalnego poszukiwania, zdobywania, gromadzenia, opracowania, analizowania, oceniania i udostępniania informacji w firmach, instytucjach i społecznościach, jak również projektowaniem i oceną różnych rozwiązań, produktów i usług informacyjnych. Studenci poznają między innymi: podstawy działalności infobrokerskiej i wywiadu rynkowego, zasady realizowania projektów informacyjnych w oparciu o podejście user experience design, zasady funkcjonowania środowiska informacyjnego człowieka, profesjonalne źródła informacji, znane na rynku narzędzia wykorzystywane do zarządzania informacją w działalności zawodowej, sposoby skutecznego poszukiwania, opracowania i organizowania zasobów informacji oraz analizowania stopnia i sposobu ich wykorzystania, podstawowe zasady wizualizacji i architektury informacji, a także uczą się dostrzegać i interpretować różne zachowania informacyjne ludzi. Studenci poznają też wybrane aspekty komunikacji społecznej, problematykę działalności podmiotów realizujących zadania z zakresu publicznego dostępu do informacji (w tym bibliotek i archiwów) i zagadnienia funkcjonowania informacji w społeczeństwie dawniej i współcześnie oraz uczą się podstaw teorii i metodologii badań naukowych.

### Zarządzanie informacją - studia II stopnia (magisterskie)
Studia trwają dwa lata, kończą się przygotowaniem pracy magisterskiej i egzaminem magisterskim. Studia przeznaczone są dla osób (bez względu na to, jakie studia licencjackie ukończyły) zainteresowanych naukowym poznaniem zjawisk i procesów informacyjnych w kluczowych kontekstach profesjonalnych: usług informacyjnych (w tym infobrokeringu i wywiadu rynkowego), zarządzania informacją w organizacjach działających w sferze biznesu, nauki, komunikacji publicznej, kultury, edukacji i administracji (włącznie z tworzeniem i zarządzaniem kolekcjami cyfrowymi), transferu informacji między różnymi grupami społecznymi i sektorami gospodarki. Program studiów pozwala także na zdobycie i pogłębienie kompetencji badawczych i profesjonalnych w zakresie między innymi: indywidualnego i grupowego zarządzania informacją, informacyjnego wspomagania decyzji, zarządzania informacją instytucjonalną, zarządzania informacją w sektorze nauki, a także w ramach zajęć do wyboru np. zarządzania informacją w sektorze kultury czy nowoczesnego bibliotekarstwa. Studenci poznają też podstawy prawne działalności informacyjnej, są zaznajamiani z realiami rynku pracy dla absolwentów i mają możliwość rozwijania znajomości języka obcego na poziomie B2+.

### Studia III stopnia (doktoranckie)
Studia trwają 4 lata. Od roku 2019 oferowane są w ramach Szkoły Doktorskiej Nauk Społecznych Uniwersytetu Jagiellońskiego. Studia te przeznaczone są dla osób chcących uzyskać stopień naukowy doktora w dziedzinie nauk społecznych, w dyscyplinie "nauki o komunikacji społecznej i mediach".

### Studia podyplomowe: Dawna książka, zbiory specjalne i archiwalia
Studia trwają jeden rok (dwa semestry) i organizowane są w ramach 10 zjazdów (po 5 w każdym semestrze) weekendowych. Przeznaczone są dla  wszystkich zainteresowanych problematyką profesjonalną, badawczą i naukową, związaną z dawną książką, zbiorami specjalnymi i archiwaliami. W szczególności adresowane są do pracowników instytucji gromadzących, dokumentujących i udostępniających tego rodzaju zbiory, a także absolwentów różnych kierunków studiów, którzy chcą specjalizować się w tym obszarze działalności zawodowej. Studia mają unikatowy charakter. Ich program powstał w oparciu o doświadczenia pracowników naukowych Instytutu INIB UJ oraz specjalistów-praktyków z Biblioteki Jagiellońskiej i Archiwum Narodowego w Krakowie. Zajęcia, w dużej części o charakterze praktycznym i warsztatowym, realizowane są w dobrze wyposażonych salach i laboratoriach komputerowych Wydziału Zarządzania i Komunikacji Społecznej UJ oraz pracowniach i czytelniach BJ i Archiwum Narodowego w Krakowie, z dostępem do zróżnicowanych kategorii zbiorów i specjalistycznego warsztatu informacyjnego. 